# ترتینیتسه
ترتینیتسه (به لاتین: Třtěnice) یک منطقهٔ مسکونی در جمهوری چک است که در شهرستان ییچین واقع شده‌است.